# Estadio John Girardin
El Estadio John Girardin (en francés: Stade John Girardin)  es un estadio de usos múltiples en Saint-Pierre (San Pedro), en San Pedro y Miquelón (Saint-Pierre y Miquelon), un territorio dependiente de Francia localizado en América del Norte. Actualmente se utiliza sobre todo para los partidos de fútbol. El estadio es utilizado por el equipo "nacional" de fútbol de San Pedro y Miquelón.